# Insuficiência aórtica
Insuficiência aórtica (IA) , insuficiência de válvula aórtica (IVA) ou regurgitação aórtica é um transtorno da válvula aórtica caracterizado pelo retorno do sangue da aorta para o o ventrículo esquerdo do coração durante a diástole ventricular. O fluxo sanguíneo ineficiente causa inicialmente fatiga e fraqueza. O ventrículo se hipertrofia(cresce) para compensar e faz cada vez mais força para expulsar o sangue. Eventualmente o excesso de hipertrofia torna o ventrículo enorme e menos eficiente gerando insuficiência cardíaca.

## Causas
Qualquer dano à válvula aórtica que a impede abrir e fechar corretamente causa insuficiência. As causas mais comuns são:
- Febre reumática;
- Endocardite infecciosa;
- Válvula bicúspide congênita;
- Dilatação de aorta ascendente;
  - Síndrome de Marfan;
  - Síndrome de Ehlers-Danlos;
  - Idiopática;
- Doenças degenerativas da valva aórtica;
- Lesão física.

Insuficiência aórtica pode ocorrer devido a anormalidades da válvula aórtica ou da raiz da aorta (o começo da aorta).

## Sinais e sintomas
Em casos leves é comum não haver sintomas perceptíveis, porém conforme a insuficiência aórtica agrava os sinais e sintomas podem incluir:
- Tosse
- Fadiga e fraqueza (astenia), especialmente após atividade física
- Falta de ar (dispneia) após esforço físico e/ou ao deitar
- Tornozelos e pés inchados (edema periférico)
- Dor no peito (angina), desconforto ou aperto, muitas vezes aumentando durante o exercício
- Tontura ou desmaio (síncope)
- Pulso irregular (arritmia)
- Sopro cardíaco diastólico
- Sensações de um batimento cardíaco rápido, vibração (palpitações)

## Diagnóstico
Produz à ausculta cardíaca um sopro diastólico decrescente, isto é, que diminui conforme o ventrículo enche, pois, devido ao fechamento inadequado da valva, o sangue retorna regurgitante ao ventrículo esquerdo, e este fluxo reverso patológico vai diminuindo gradativamente ao longo da diástole. É portanto um  sopro de caráter aspirativo.
Um raio X torácico pode revelar um coração com ventrículo esquerdo agrandado e a aorta pode estar dilatada. A suspeita pode ser confirmada com um ecocardiograma, ressonância magnética ou electrocardiograma. Cateterização cardíaca pode ser útil para avaliar a necessidade de cirurgia.

## Epidemiologia
Em um estudo norte americano de coorte com mais de 10.000 adultos de 28 a 62 anos, insuficiência aórtica de qualquer gravidade foi identificada em 13% dos homens e 8,5% das mulheres. A gravidade aumentava com a idade, e os sintomas eram mais visíveis nos maiores de 50 anos. Em menores de 70 anos a insuficiência severa é incomum, exceto quando associado a Síndrome de Marfan ou outras causas congênitas.

## Tratamento
Se a pressão arterial é alta, medicamentos para a pressão, como diuréticos, retardam o agravamento da insuficiência aórtica. Antibióticos devem ser tomados antes de cirurgia odontológica para prevenir endocardite. Em casos de IVA severa pode ser necessário reparar a válvula cirurgicamente (valvulopastia) ou substituir a válvula por uma mecânica ou animal. Também se considera o uso de marca-passo.